# 노던 퍼시픽 레일웨이
북 태평양 철도(영어: Northern Pacific Railway, 노던 퍼시픽 레일웨이, 보고기호 NP)는 미네소타에서 태평양 북서부를 연결하는 미국 서부의 대륙횡단철도이었다. 1864년 미국 의회의 승인으로 약 4천만 에이커(160,000 km2)의 철도 부지가 할양되었고 유럽에서 부설 기금을 모집하였다.
1870년 2월 15일, 오대호 미네소타주 칼튼 카운티에서 태평양에 이르는 본선이 착공되었으며 1883년 9월 8일 몬타나주 서부에서 율리시스 S. 그랜트 전 미국 대통령이 완공을 알리는 금못을 레일에 꽂았다. 본선의 길이는 약 6,800 마일(10,900 km)로 아이다호주 북부, 미네소타주, 몬타나주, 노스다코타주, 오레건주, 워싱턴주, 위스콘신주에 걸쳐 놓였다. 북태평양 철도은 캐나다 매니토바주의 위니펙으로도 연결되었다. 철도의 주요 운송 품목은 밀을 비롯한 농산물과 가축, 목재, 광석과 같은 화물이었고 소비재와 여객도 운송하였으며 부동산업도 겸하였다.
북태평양 철도의 본사는 미네소타주에 있었으며 설립 당시에는 크로윙 카운티의 브레이너드에 있었다가 램지 카운티의 세인트폴로 이전하였다. 노스 퍼시픽은 성쇠를 거듭하다가 1970년 다른 노선들과 함께 벌링턴 노던 레일로드로 합병되었고, 1996년 이후 BNSF 철도가 되었다.

## 역사

### 창립

1890년 무렵 철도 부지 지도

1864년 7월 2일 미국 의회는 오대호와 태평양 연안의 퓨젓사운드만을 연결하는 북태평양 철도 회사의 설립을 인가하였다. 의회는 철도 부지로 6천만 에이커(약 24만3천 km2)의 땅을 할양하였고 이 철도로 미개발지의 개척을 기대하였다. 1864년 12월 7일 초대 대표로 조시아 퍼럼이 선출되었다. 실제 사용된 땅은 4천만 에이커 정도였다.

### 제이 쿡
설립 후 6년 동안 북태평양 철도는 철도 부설 자금 마련에 애를 먹었다. 1865년 1월 5일 퍼럼의 뒤를 이어 존 조지 스미스가 북태평양 철도의 대표가 되었지만 1870년 2월 15일이 되어서야 오대호 연안의 항구도시인 미네소타주 덜루스 서쪽 25 마일(40Km) 지점의 칼턴에서 철도를 착공할 수 있었다. 같은 해 기금 확보를 위해 제이 쿡이 합류하였다.

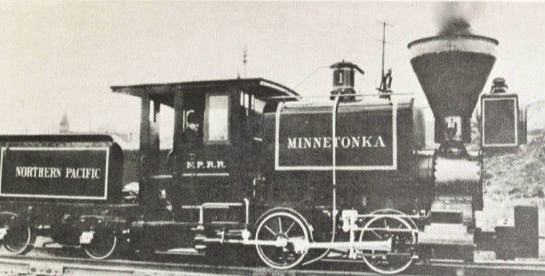
미네소타 기관차

1871년 내내 북태평양 철도는 미네소타에서 오늘날 노스다코타주에 이르는 철로를 놓았다. 측량팀은 늪과 소택지 그리고 낙엽송이 빽빽한 숲을 뚫고 전진하는 노선을 조사해야만 하였다. 착공 6개월만에 철도는 지형과 기금 양면에서 난관에 봉착하였다. 철도 부설은 태평양 연안에서도 동시에 시작되었다. 오리건주 포틀랜드 외곽의 컬럼비아강에 있는 칼라마에서 시작된 철도는 퓨젓사운드를 향해 놓이기 시작하였다. 이미 1870년 레이크 슈피리어 앤드 미시시피 레일로드가 155 마일 길이의 세인트폴에서 슈피리어호의 덜러스까지 철도를 완공한 상태였는데, 북태평양 철도는 이 철도를 임대하여 사용하다가 1876년 아예 합병하였다. 당시 루이스앤클락이 만든 "노스 코스트 리미티드"(North Coast Limited, 북부 연안 유한)은 북태평양 철도의 기함격인 기차로 회사 그 자체를 상징하기도 하였다.

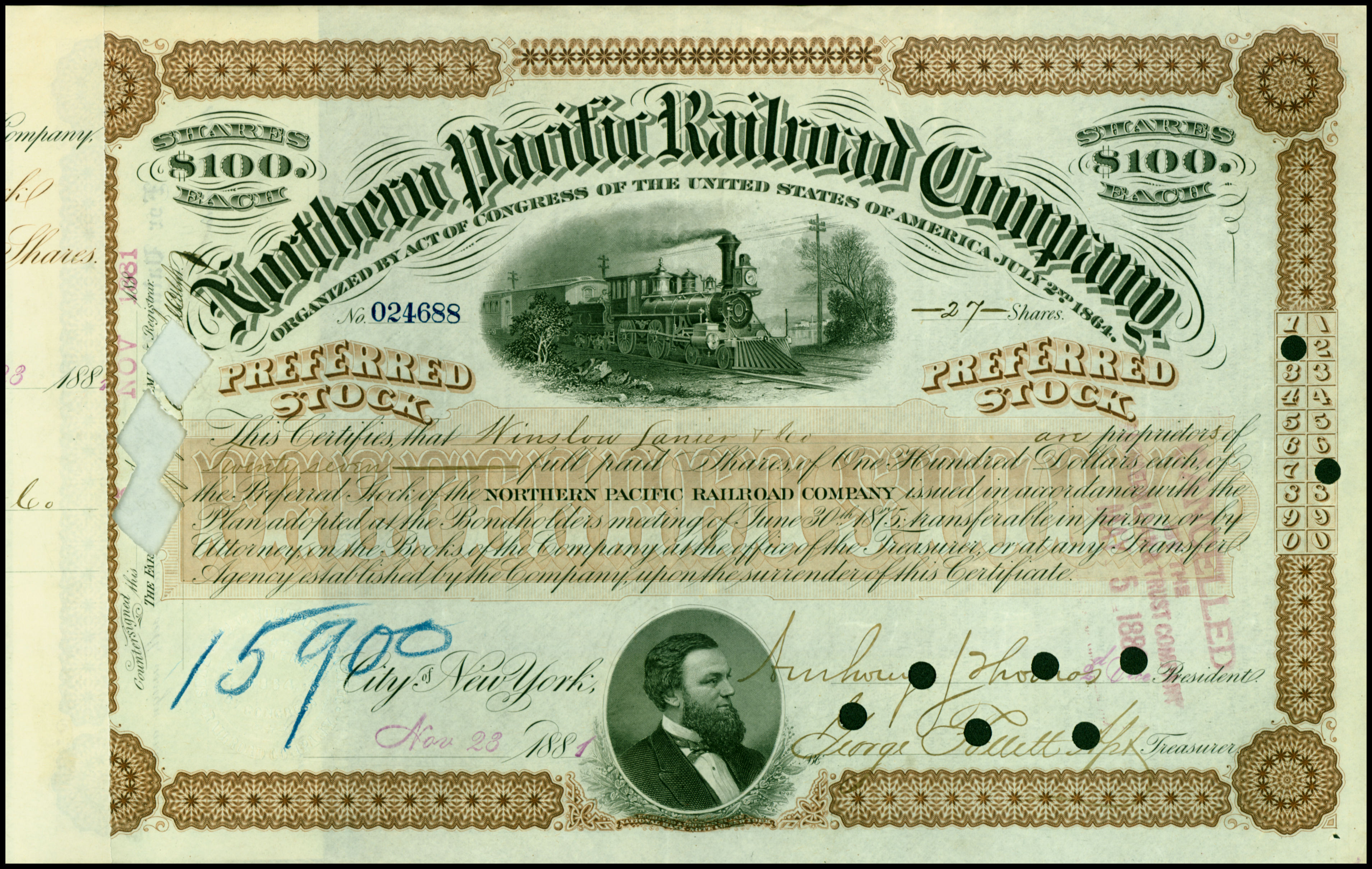
1881년 11월 제28호로 발행된 노스 퍼시픽 레일로드 컴퍼니의 우선주

북태평양 철도는 1872년 6월초 다코타 준주의 파고에 도달하였고 이듬해 1873년 6월에는 미주리 강변의 에딩턴(비즈마크)에 도달하였다. 태평양 연안에서는 칼마에서 북쪽으로 25 마일을 부설하였다. 1871년 수족의 격렬한 반발로 물러났던 측량팀은 1873년 윈필드 스콧 핸콕이 지휘하는 6백명의 군인을 대동하고 다시 노스다코다로 진입하였다. 수족은 라라미 요새 조약으로 조성된 보호 구역이 원주민의 영토이므로 미국의 철도가 지나갈 수 없다는 입장이었다.
미네소타에는 북태평양 철도의 본부를 둔 마을이 조성되었는데 존 조지 스미스 대통령의 아내인 애너 엘리자베스 브레이너드의 이름을 따 브레이너드라고 불리게 되었다.
1872년 크레딧 모빌리어 스캔들에 이어 1873년 대불황의 여파로 주식 시장이 붕괴되고 유니언 퍼시픽 철도가 파산하자 추가적인 철도 부설은 이후 12년간 중단되었다. 북태평양 철도는 1886년 철도 부설을 재개하여 노스다코타에 164 마일의 노선을 깔았고, 태평양 연안의 워싱턴주에서도 45 마일의 노선을 연장하였다. 노스다코다에서 철도 건설이 재개되자 수족, 샤이엔족, 아라파호족, 키오와족과 같은 아메리카 원주민은 이를 자신들의 영토 침범으로 받아들여 공격하였다. 북태평양 철도는 미군의 지원을 받으며 작업을 진행하였다.

### 정착지
1886년 북태평양 철도는 독일과 스칸디나비아에 식민사무소도 개설하여 저렴한 여비로 농부를 모집하였다. 미국의 미네소타주와 사우스다코타주의 경계를 이루는 보이드수강에서 시작하여 캐나다의 위니펙호로 흐르는 레드강을 중심으로 한 레드리버 계곡의 비옥한 토양은 곡물 수확량이 풍부하여 북태평양 철도는 1881년에서 1890년까지 미네소타와 노스타코타주에 많은 사람을 끌어모을 수 있었다.
북태평양 철도의 노선이 당시 준주였던 다코타 영토의 파고에 다다른 것은 1872년으로 이 철도는 노스다코타의 경제 성장을 견인하는 역할을 하였다. 다코타 지역의 기후는 매우 추웠지만 밀의 재배에는 알맞았고 생산된 곡물을 미국과 유럽 지역에 팔았다. 이 지역에 정착한 이주민은 대부분 독일과 스칸디나비아 출신으로 토지를 싼 값으로 불하받아 많은 가구를 이루었다. 이들은 생산된 곡물을 미니애폴리스로 운송하였고 그곳에서 필요한 모든 생필품을 샀는데, 이 과정에서 철도를 이용하였다.
북태평양 철도는 연방정부로부터 불하받은 토지를 식민사업과 철도 시스템 구성에 사용하였다. 연방 정부는 이외의 토지 전체를 보유하고 이를 이민 정착자에게 무상으로 공급하고 있었다. 회사는 자신의 보유 토지를 싼 값에 대량 처분하여 얻은 수익으로 배당금과 세금을 지불하였다. 1905년 회사는 토지를 너무 싼 값에 팔았다고 판단하고 정책을 바꾸어 판매 가격을 올렸지만, 1910년 당시 다코타 준주의 회사 소유 토지는 이미 크게 줄어든 상태였다.

### 1873년 대불황과 파산
북태평양 철도는 1873년 6월 4일 미주리강에 도달하였고 7월 14일 오랫동안 연구되었던 워싱턴주의 터코마로 이어지는 경로를 확정하였지만, 결국 최악의 장애에 부딪혔다. 이때까지 회사의 철도 부설 자금은 제이 쿡에 의해 조달되고 있었는데, 다른 대륙횡단철도와 마찬가지로 부설에 드는 예산을 너무 낮게 책정하고 있었다. 제이 쿡은 유럽에서 얼마간의 자금 조달에 성공하였지만 결국 자금 고갈의 상황에 처하게 된다. 제이 쿡은 자신의 자금 모집 능력을 과대 평가하고 있었고 결국 자신의 자산뿐만 아니라 회사의 자본금마저 동결되는 처지가 되었다. 쿡과 북태평양 철도는 9월 18일 파산하였고 곧바로 1873년 대불황이 닥쳐와 철도 자체가 황폐화되기 시작하였다.
조지 워싱턴 캐스가 북태평양 철도의 대표 자리를 이어 받아 회사는 파산을 회피할 수 있었다. 경영 위기 직전인 1872년 증기선 운영자 존 C. 아인스워스는 주당 0.9 달러에 북태평양 철도의 주식을 매입하였고 회사는 이 자금으로 칼라마에서 터코마에 이르는 구간의 철도를 부설하였다. 그러나 1873년 회사가 부도 위기에 처하자 주가는 주당 0.1 달러까지 떨어졌고 아인스워스는 이 여파로 자신의 증기선 회사를 매각하는 처지가 되었다.
1875년 6월 30일 북태평양 철도는 결국 파산하였다. 캐스는 대표에서 물러나 파산관재인이 되었고 그 뒤를 이어 찰스 바스토 라이트, 프레드릭 빌링스 등이 대표를 이어받았다. 프레드릭 빌링스는 변호사 출신의 자본가로 몬태나주의 최대 도시 빌링스는 그의 이름을 딴 것이다.
북태평양 철도가 경영 위기로 철도 부설을 중단한 사이인 1876년 다코타 준주에서는 제7기병연대와 타탕카 이오타케를 비롯한 수족의 전사들 사이에 리틀빅혼 전투가 일어났다. 다코타의 아메리카 원주민들은 미국 연방 정부가 약속을 어기고 골드 러시에 들뜬 이주민들이 자신들의 영토를 침입하는 것을 방조하고 철도를 부설하려는 것에 큰 반감을 지니고 있었다.

### 프레드릭 빌링스와 1차 구조 조정
1877년 북태평양 철도는 터코마에서 퓨앨럽에 이르는 간선과 윌크슨의 탄광으로 이어지는 철도를 부설하였다. 터코마를 지나는 석탄은 샌프란시스코로 운반되었고 센트럴 퍼시픽 레일로드의 증기기관 연료로 쓰였다.
1874년에서 1880년 사이 회사는 오늘날 터코마의 일부가 된 에디슨과 브레이너드에 철도 부설용 자재와 도구를 집하할 사무소를 개설하였다.
1879년 5월 24일 프레드릭 빌링스가 회사의 대표가 되었다. 그의 재임 기간은 짧았지만 가혹하였다. 구조조정과 지분 매각 그리고 미국 경제의 회복에 힘입어 북태평양 철도는 미주리강을 넘어 서쪽으로 1백 마일의 철도를 연장할 수 있었다.

### 헨리 빌라드와 노선 완공

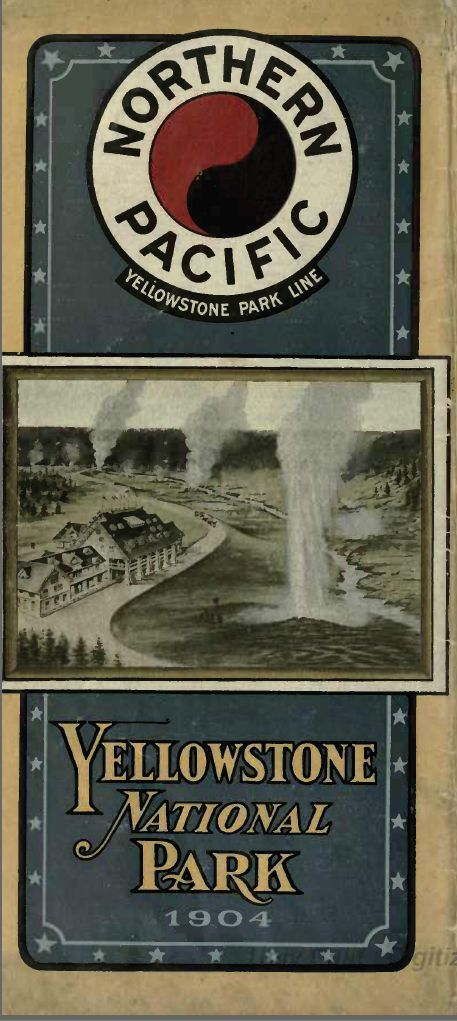
옐로스톤 국립공원 노선 홍보지. 1904년

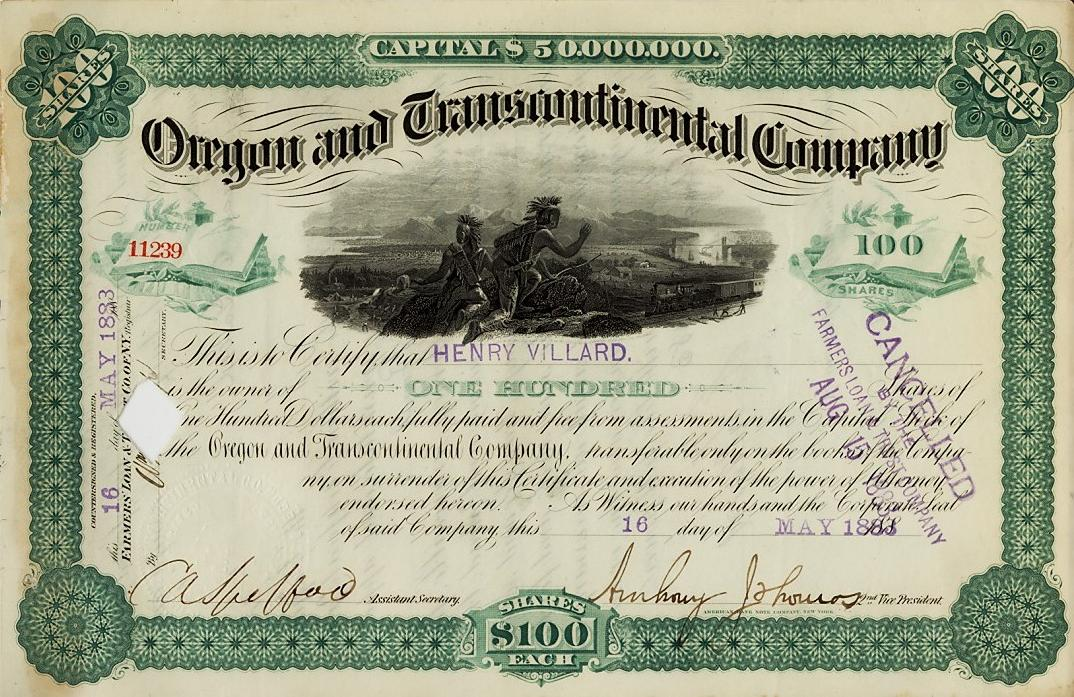
헨리 빌라드가 소유하였던 오레건 앤드 트렌스컨티넨탈의 주식.

헨리 빌라드는 독일 출신의 언론인으로 1871년에서 1873년 사이 유럽 지역에서 미국 서부 철도의 기금을 모집하였다. 1874년 뉴욕에 돌아온 뒤 오레건에서 고객들의 배당을 위한 조사 업무를 하였다. 빌라드는 미국 서부 철도에서 유럽의 금융자본 이익을 대변하는 오레건 앤드 트렌스컨티넨탈 지주회사 설립을 주도하였다.
오레건 앤드 트렌스컨티넨탈이 보유한 노선은 포틀랜드에서 컬럼비아강의 좌안으로 이어져 워싱턴주 월룰러에서 유니온 퍼시픽 레일로드의 오레건 단노선과 연결되었다.
빌라드는 태평양 북서부에 운송 제국을 건설하고자 하는 야망이 있었지만, 북태평양 철도가 경쟁자로 자리잡고 있었다. 북태평양 철도의 철도가 지나는 포틀랜드는 동부의 철도가 터코마와 시애틀로 연결되는 교통의 요지로 떠오르고 있었다.
빌라드는 이미 수년 전부터 오레건주의 철도와 수운 사업에서 독점적 지위를 차지하고 있었고 이제 태평양 북서부의 철도 사업에서 경쟁을 시작하려는 참이었다. 그는 유럽 자금선과 악명 높던 제이 굴드의 지원을 받아 캔자스 퍼시픽 장악 전쟁을 벌였다. 빌라드가 모집한 자금은 8백만 달러에 달했는데 투자자들은 이 자금이 실제 어떻게 사용되는 지 알려고도 들지 않는 깜깜이 투자(Blind Pool, 위임기업동맹)이었다. 빌리드 또한 자금이 어떻게 사용되었는 지 투자자에게 보고하지 않았다. 빌라드가 모은 기금은 태평양 북서부 철도의 독점을 위한 경쟁에 쓰였다.
빌라드의 공격에 맞서 빌링스와 그의 후원자들은 격렬한 싸움을 벌였지만 결국 두 손을 들 수 밖에 없었다. 프레드릭 빌링스는 1881년 6월 9일 북태평양 철도의 대표에서 물러났다. 전 웰스 파고 앤드 컴퍼니의 대표였던 은행가 애시밸 버니가 임시 관리인으로서 빌링스의 자리를 이어받았다. 9월 15일 빌라드는 주주들로부터 대표로 선임되었고 그 후 2년간 북태평양 철도는 순풍에 돛을 단 듯 철도를 놓았다.
1882년 360 마일 (580 km)의 본선과 368 마일 (592 km)의 간선이 완공되었다. 이로서 북태평양 철도의 노선은 총 연장 1,347 마일 (2,168 km)의 본선과 731 마일 (1,176 km)의 간선으로 구성되었다. 1882년 10월 10일 미네소타의 와디너에서 퍼거스를 연결하는 노선이 운영을 개시하였다. 미주리강은 1883년 10월 21일 취역한 백만달러짜리 패리선을 이용하여 건넜다. 겨울이 되어 강이 충분히 두껍게 얼면 임시 철도를 놓고 직접 건넜다.
북군 장군 출신으로 펜실배니어 레일로드를 운영하던 허먼 호프트가 1881년 북태평양 수익 조합(Northern Pacific Beneficial Association, NPBA)에 합류하였다. 조합은 건강보험 운영사들을 끌어들여 북태평양 철도의 노선을 따라 미네소타의 세인트폴, 몬태나의 글렌다이브, 미줄라, 그리고 워싱턴주의 터코마에 임직원과 가족을 위한 병원을 세웠다.
1883년 1월 15일 로키산맥의 동쪽 산기슭에 있는 몬태나주 리빙스턴에 첫 기차가 들어섰다. 이제 노선은 산맥을 가로질러야 하였고 회사는 이곳에 정비창을 세웠다. 빌라드는 강하게 완공을 재촉하였고 노동자들은 하루에 약 반 마일(2.4 km)의 철도를 놓았다. 9월 초가 되어 본선은 거의 완공 단계에 들어섰고 회사는 완공식을 계획하였다. 빌라드는 몬태나주 골드 크릭에 프레드릭 빌링스, 율리시스 S. 그랜트와 빌라드 자신의 가족과 같은 귀빈들을 초청하였다. 9월 8일 북태평양 철도의 완공을 알리는 금못이 철도에 꽂혔다.

### 퓨젓사운드 직행
빌라드는 등장보다 더 빠르게 몰락하였다. 제이 쿡과 같이 그는 철도 부설에 들어가는 막대한 비용을 예상하지 못했다. 월스트리트는 북태평양 철도의 완공을 알리는 금못이 철도에 꽂히자 마자 장대한 노선 길이에 비해 운영이 적다는 점을 공격하기 시작하였다. 빌라드 스스로는 완공식 다음 날부터 긴장의 나날을 보낼 수 밖에 없었다. 결국 그는 1884년 대표직에서 물러났다.
이리하여 북태평양 철도의 대표 자리는 다시 한 번 전문 철도 경영인에게 돌아갔다. 시카고 벌링턴 퀸시 철도의 대표를 역임하였던 로버트 해리스가 빌라드의 뒤를 이어 4년간 대표직을 맡았다. 해리스는 오레건 레일로드 앤드 내비게이션 컴퍼니와 협력 아래 회사의 수익 증대를 위해 일하였다.
1880년대 중반 동안 북태평양 철도은 컬럼비아강을 따라가는 우회 노선을 대신할 퓨젓사운드 직행 노선의 부설에 힘을 기울였다. 이를 위해 1870년부터 간간히 진행되어 왔던 캐스케이드산맥의 측량이 다시 시작되었다. 측량을 위해 파견된 토목공학자 버질 보그는 1881년 3월 19일 해발 1,119 m의 스탬피드 통로를 발견하여 터코마와 시애틀을 잇는 철도의 경로를 정하였다. 1883년 군장성 출신으로 북태평양 철도의 태평양 지구 대표였던 존 W. 스프레이그가 직행 노선 기공을 기념하는 금못을 박았다. 스프레이그는 완공 기념식 한 달만에 건강이 악화되어 사임하였다. 1880년 세워진 마을 워싱턴주 링컨 카운티의 스프레이그는 그의 이름을 딴 것이다.
1884년 빌라드가 사임한 뒤 북태평양 철도은 동쪽의 월룰라에서 서쪽의 윌크슨을 잇는 스탬피드 통로의 철도 부설을 시작하였다. 그해 말 철도는 워싱턴주 야키마에 도달하였다. 이로서 미완공 노선은 1886년까지 77-마일 (124 km)이 남게 되었다. 스탬피드 통로에는해발 9,850-피트 (1.866 mi; 3.00 km) 높이에 터널이 놓였다. 스탬피드 통로를 지나는 철도는 많은 비용이 소요되었고 경로 역시 지그재그로 설정될 수 밖에 없었다. 1883년 5월 3일 터널이 완공되었고 5월 27일 퓨젓사운드로 직행하는 첫 기차가 운행되었다.

### 빌라드와 1893년 공황
북태평양 철도는 당시 미국의 대다수 철도 회사와 마찬가지로 철도 부설을 위해 많은 빚을 지고 있었다. 1887년에서 1893년까지 헨리 빌라드는 자신이 대리하는 투자자들의 힘을 얻어 이사회에 복귀하였다. 그는 다시 대표가 되고자 하였지만, 뜻을 이루지는 못했다. 1888년 9월 20일 이사회는 빌라드 대신 토머스 플렛처 오커스를 대표로 선임하였다. 오레건 레일로드 앤드 네비게이션 컴퍼니 출신으로 로버트 헤리스가 대표직을 맡는 동안 부대표를 역임하고 있었다. 오커스는 수익 창출을 위해 공격적인 지선 확장 정책을 펼쳤다.
북태평양 철도는 같은 지역을 놓고 다투는 첫 경쟁자와 맞닥드렸다. 제임스 제롬 힐의 그레이트 노던 레일웨이는 1893년 완공을 목표로 트윈 시티즈에서 퓨젓사운드에 이르는 대륙횡단철도를 계획하고 있었다. 두 회사는 전쟁을 치르듯 노선 경쟁을 벌였지만 1893년 공황이 닥쳐오자 둘 다 파산하게 되었다. 1893년 10월 20일 북태평양 철도는 두번째 파산을 겪었다.

### 시카고 박람회와 회사 로고

노던 퍼시픽의 회사 로고 - 태극기를 차용한 것이다.

1893년은 시카고 박람회가 열린 해였다. 이 해 5월 1일 시작된 시카고 박람회는 미국 산업의 발전상을 세계에 알리겠다는 야심찬 계획을 가지고 시작되어 2천7백만 명의 관람객을 맞았다.
당시 조선도 시카고 박람회에 참가하여 태극기를 계양하고 소라껍질로 된 자개를 두른 가구와 같은 상품을 전시하였고 10여명의 악사를 파견하여 한국 전통 음악을 연주하였다.
당시까지 노던 퍼시픽은 별다른 로고를 사용하지 않고 있었다. 여러 로고 디자인을 검토하였지만 딱히 마음에 드는 것이 없었기 때문이다. 수석 기술자였던 에드윈 헤리슨 매켄리는 시카고 박람회를 구경하다 조선이 계양한 태극기를 보고 회사의 로고에 태극을 채용하기로 결심하였다. 그는 검정과 빨강으로 된 태극을 도안하여 회사의 디자인을 완성하였고 이후 노던 퍼시픽의 로고로 사용되었다.
노던 퍼시픽은 시카고 박람회에서 대륙횡단철도의 중요성을 역설하였지만 박람회가 막을 내리기도 전에 회사는 파산하고 말았다.

### 노동쟁의
1894년 철도 노동자의 노동쟁의가 일어나자 노던 퍼시픽은 제10기병연대를 동원하여 진압하였다.

### 모건화

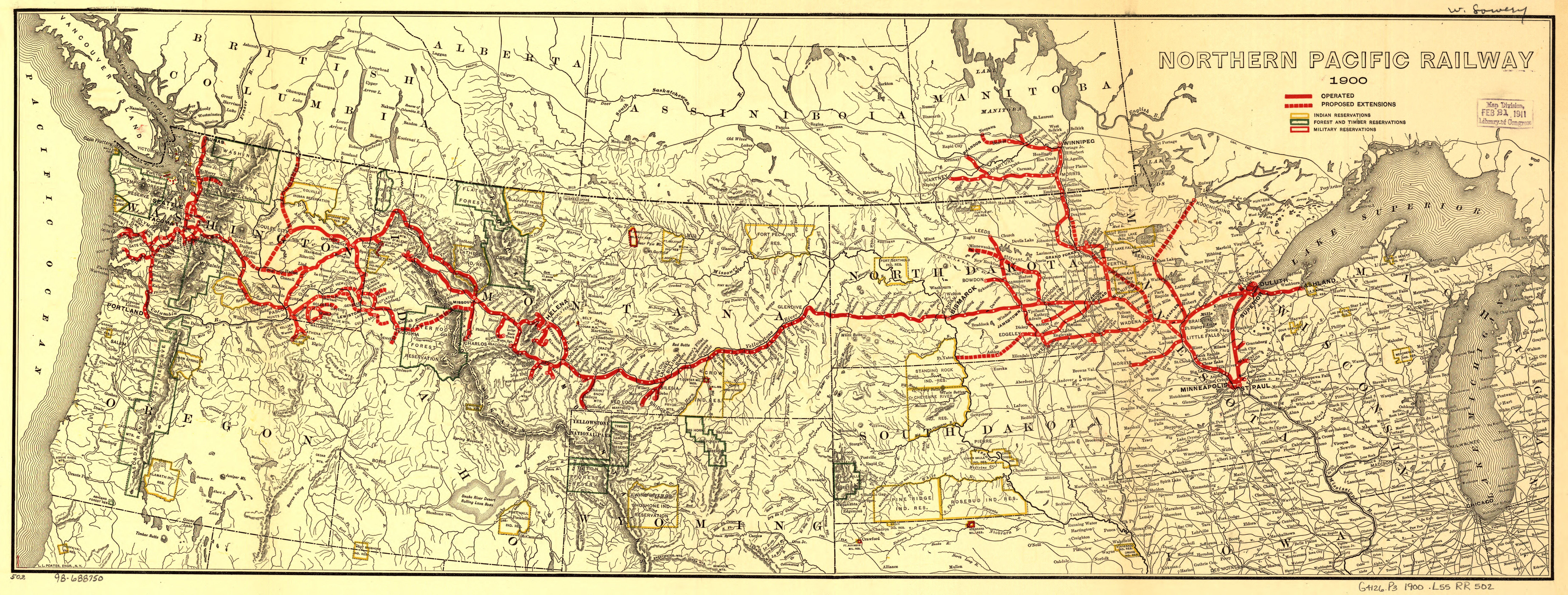
1900년 무렵 노던 퍼시픽의 노선도

파산 이후 3년 동안 빌라드와 오커스는 회사의 관리를 놓고 분쟁을 벌였다. 둘은 서로 회사의 파산관리자 자리를 놓고 다투었으며 상대를 몰아내려고 소송을 벌였다. 1896년 금융 브로커였던 에드워드 딘 애덤스가 대표를 맡았으나 두 달만에 철도 경영자였던 에드윈 윈터로 대표가 바뀌었다. 마침내 채권단은 노던 퍼시픽의 혼란을 끝내기로 결심하고 회사를 J. P. 모건에게 넘겼다. 이로서 노던 퍼시픽은 "모건화"가 진행되었다. 모건은 1897년 9월 1일 찰스 생어 멜런에게 노던 퍼시픽의 대표를 맡겼다. 이후 멜런은 1903년 모건이 뉴욕의 철도 경영을 맡길 때까지 노던 퍼시픽의 대표로 재직하였다.

### 힐과 헤리먼 그리고 노던 퍼시픽 코너
1880년대 후반 빌라드 재직 시기 노던 퍼시픽의 실수 가운데 하나는 미네소타주의 트윈 시티즈에서 일리노이드주의 시카고에 이르는 노선이었다. 시카고는 인근 최대의 도시이자 수운과 철도가 합쳐지는 교통 요지였지만 막대한 비용이 들어간 계획이 시작되는 시점에서 노던 퍼시픽은 아직 시카고에 통합 터미널을 보유하고 있지 않았다.
빌라드는 시카고 벌링턴 앤드 퀸시 레일로드의 철도가 이미 운영 중이었기 때문에 자사의 철도를 직접 연결하는 대신 위스콘신 센트럴 레일로드의 철도를 임대하여 노선을 운영하였다. 위스콘신 센트럴은 오랫동안 빌라드의 컨소시엄이 지배하고 있었기 때문이다. 그러나 1893년 공황이 닥치자 두 회사는 모두 파산하고 말았다. 결국 노던 퍼시픽은 시카고로 직접 연결되는 노선을 운영할 수 없게 되었다. 제임스 제롬 힐의 그레이트 노던 역시 트윈 시티즈에서 퓨젓사운드를 연결하는 철도를 놓으면서 시카고와 직접 연결하지 않았기 때문에 노던 퍼시픽 입장에서는 다행스럽게도 경쟁 기회를 완전히 상실한 것은 아니었다.
같은 시기 에드워드 헨리 해리먼의 유니언 퍼시픽 역시 시카고와의 연결 노선을 찾고 있었다. 힐과 헤리먼은 둘 다 시카고 벌링턴 앤드 퀸시 철도를 염두에 두었다. 헤리먼 입장에서 이 노선은 자신이 소유한 철도와 나란히 달리면서 시카고로 연결되는 길목을 가로막고 있는 골치거리였고 한편 힐 역시 이 노선을 통해 기존의 우회 노선을 대체하여 보다 빠르게 시카고에 도달할 수 있었다. 성미가 급하다는 소리를 듣고 있던 시카고 벌링턴 앤드 퀸시의 대표 찰스 엘리엇 퍼킨스에게 헤리먼이 먼저 회사 매입 제안을 했다. 당시 벌링턴 철도의 주식은 한 주당 200 달러였지만 헤리먼은 이 가격을 다 지불할 생각은 없었다. 하지만 힐은 가격에 동의하고 벌링턴의 주식을 그레이트 퍼시픽과 노던 퍼시픽이 각각 48.5 % 씩 소유하는 것으로 합의하였다.
헤리먼은 쉽게 물러날 생각이 없었고 보다 교활한 계획을 짰다. 노던 퍼시픽의 주식을 매수하여 벌링턴 철도를 간접 지배하고자 한 것이다. 1901년 5월 3일 헤리먼은 노던 퍼시픽 코너로 알려지게 될 공격에 나섰다. 그는 그날 주식 시장이 마감할 때까지 보통주 4만 주를 공매도하고 담당 주식거래인이엇던 제이컵 시프에게 이를 다시 사들이라고 지시하였지만 시프는 헤리슨의 지시를 거절하였다. 한편 힐은 사태가 긴박해지자 이탈리아에서 휴가 중이던 모건에게 연락하여 자사의 보통주 15만 주를 매입할 수 있었다. 헤리먼은 우선주의 지배권을 획득했지만 힐은 회사 내규에 따라 대표의 사임을 위한 의결권은 보통주를 소유한 주주가 행사한다는 것을 알고 있었다.
3일 동안 벌어진 헤리먼과 힐의 경영권 분쟁은 주식 시장에 큰 혼란을 가져왔다. 5월 6일 주식 시장의 노던 퍼시픽 주가는 주당 150 달러였지만 경영권 공격과 방어를 위해 장외에서 거래된 주식은 1천 달러까지 치솟았던 것이다. 헤리먼과 힐은 이제 주식거래인이 공황에 빠지지 않도록 주가를 안정시킬 필요가 있었다. 힐은 이와 같은 공격적 주식 매입이 다시 일어나지 않도록 하기 위해 신탁회사인 노던 시큐리티스 컴퍼니를 지주회사로 세웠지만, 1904년 만들어진 셔먼 반독점법에 의해 미국 연방 대법원은 힐의 행위를 취소시켰다. 헤리먼 또한 자신의 공격적 매수에 따른 결과를 감내해야 하였다. 그는 유니언 퍼시픽 주식의 일부를 매각할 수 밖에 없었고 몇 년 후에는 사우던 퍼시픽 레일로드의 주식도 매각하였다.

1903년 힐은 마침내 모건 가의 승인을 얻어 노던 퍼시픽을 떠나 뉴욕으로 자리를 옮겼고 노던 퍼시픽의 대표 자리는 10월 23일 시카고 벌링턴 앤드 퀸시에 있던 철도 전문경영인 하워드 엘리엇이 뒤를 이었다. 20년 이상 철도 경영을 한 베테랑이었던 엘리엇은 벌링턴 철도의 창업자 찰스 엘리엇 퍼킨스는 물론이고 벌링턴 지역의 큰손이었던 존 머레이 퍼브스와도 관계가 있었다. 그는 힐과 헤리먼 사이를 중재하였고 밀워키 철도를 회사의 자회사로 병합하였다.

### 20 세기

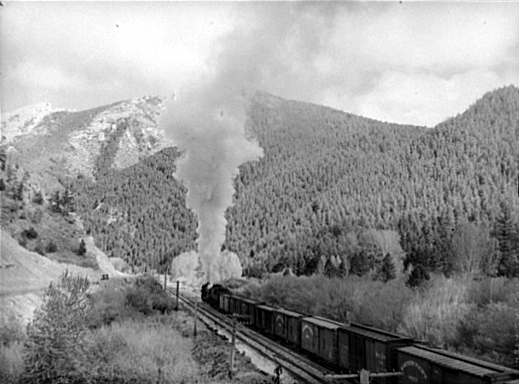
1939년 6월 보즈먼 통로를 지나는 노던 퍼시픽의 기차

20세기에 들어서 노던 퍼시픽은 안정적인 성장세를 이어갔다. 시카고에서 중앙 중서부를 지나 텍사스주에 이르는 노선은 그레이트 노던과 공동으로 지배하는 시카고 벌링턴 앤드 퀸스를 통해 유지되었다. 워싱턴주 남부는 스포캔 포틀랜드 시애틀 철도를 간선으로 운영하였다.
1900년 당시 몬태나주 서부에는 여전히 회사가 할양받은 토지 가운데 상당량이 사용되지 않은 채 남아있었다. 회사는 이 땅을 매각하여 자금을 마련하고 사람들을 끌어모으려 하였지만 토양이 척박하여 농경에는 적합하지 않았다. 노던 퍼시픽은 목장을 조성하는 대신 목재를 벌채하기 위한 산림으로 이 땅을 이용하였다. 20세기에 중반까지 노던 퍼시픽은 목재를 주요 수입원으로 삼았다.
1970년 미국 북서부 4개의 중요 노선인 노던 퍼시픽, 시카고 벌링턴 앤드 퀸시, 스포캔 포틀랜드 앤드 시애틀, 그레이트 노던 레일웨이를 통합하여 벌링턴 노던 레일로드가 출범하였다. 이 합병의 실제 내용은 노던 퍼시픽이 힐의 그레이트 노던의 노선을 인수한 것이지만 이로서 노던 퍼시픽의 역사 또한 막을 내리게 되었다. 벌링턴 노던 레일로드는 이후 1996년 에치슨 토피카 앤드 산타페 레일웨이와 병합되어 BNSF 철도로 운영되고 있다.

## 지부
| 연도           | 수송량(백만 넷톤-마일) |
| -------------- | ---------------------- |
| 1925년         | 6852                   |
| 1933년         | 3600                   |
| 1944년         | 14679                  |
| 1960년         | 11360                  |
| 1967년         | 13629                  |
| 출처: ICC 연감 |                        |

1949년 당시 노던 퍼시픽은 본선 2,831 마일 (4,556 km), 간선 4,057 마일 (6,529 km)의 노선으로 총 6,889 마일 (11,087 km)의 철도를 운영하였으며 세인트폴에 본사를 두고 있었다. 노던 퍼시픽의 지부는 다음과 같다.
- 슈피리어호 지부
  - 사무소: 미네소타주 덜루스
  - 주요 노선: 덜루스 - 위스콘신주 애슐랜드, - 미네소타주 스태플스, - 미네소타주 화이트 베어 레이크
  - 노선 길이: 본선 356 마일 (573 km), 간선 274 마일 (441 km), 총 631 마일 (1,015 km)

- 세인트폴 지부
  - 사무소: 미네소타주 세인트폴
  - 주요 노선: 세인트폴 - 스태플스, - 화이트 베어 레이크, 스태플스 - 미네소타주 딜워스
  - 노선 길이: 본선 310 마일 (500 km), 간선 599 마일 (964 km), 총 909 마일 (1,463 km)

- 파고 지부
  - 사무소: 노스다코타주 파고
  - 주요 노선: 딜워스 - 노스다코타주 만단
  - 노선 길이: 본선 216 마일 (348 km), 간선 951 마일 (1,530 km), 총 1,167 마일 (1,878 km)

- 옐로스톤
  - 사무소: 몬태나주 글렌다이브
  - 주요 노선: 노스다코타주 만단 - 몬태나주 빌링스, 빌링스 - 몬태나주 리빙스턴
  - 노선 길이: 본선 546 마일 (879 km), 간선 328 마일 (528 km), 총 875 마일 (1,408 km)

- 로키산맥 지부
  - 사무소: 몬태나주 미줄라
  - 주요 노선: 몬태나주 리빙스턴 - 몬태나주 패러다이스, - 헬레나, - 물란 통로
  - 노선 길이: 본선 563 마일 (906 km), 간선 330 마일 (530 km), 총 892 마일 (1,436 km)

- 아이다호 지부
  - 사무소: 워싱턴주 스포캔
  - 주요 노선: 몬태나주 패러다이스 - 워싱턴주 야키마, - 워싱턴주 패스코
  - 노선 길이: 본선 466 마일 (750 km), 간선 657 마일 (1,057 km), 총 1,123 마일 (1,807 km)

- 터코마 지부
  - 사무소: 워싱턴주 터코마
  - 주요 노선: 워싱턴주 야키마 - 워싱턴주 오번(철도 부설 당시에는 무인지대), - 워싱턴주 시애틀, 워싱턴주 수마스
  - 노선 길이: 본선 373 마일 (600 km), 간선 661 마일 (1,064 km), 총 1,034 마일 (1,664 km)
  - 터코마에 종점 수리창이 있었다.[25]

중서부에서 터코마에 이르는 철도가 놓이자 사람들이 모여들었고 터코마의 인구는 1880년 1,098명에서 1889년 36,000명으로 급격히 증가하였다.

## 여객 운송

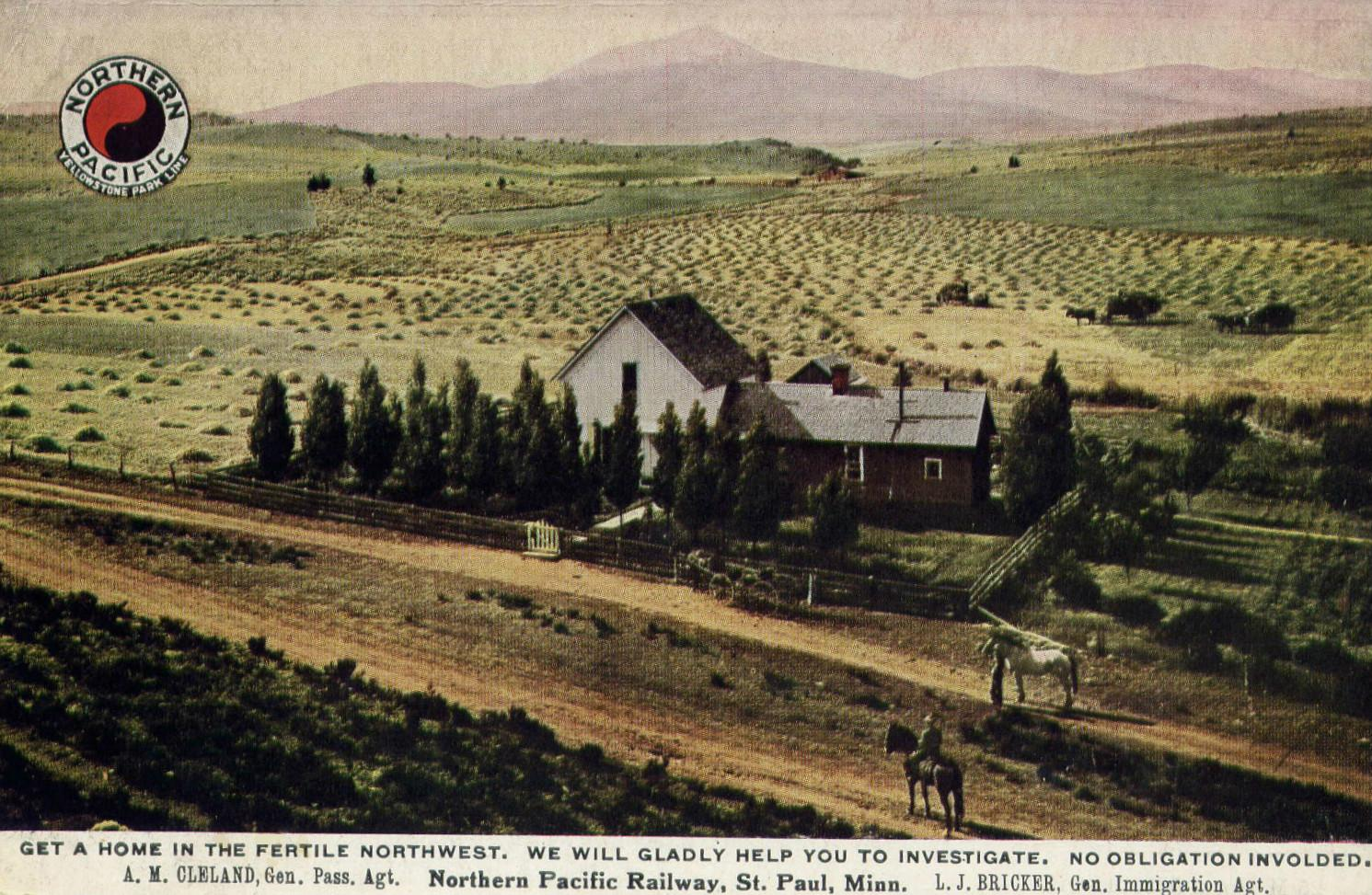
1912년 무렵 노던 퍼시픽의 이주민 모집 광고

1900년 4월 29일 시카고에서 몬태나주 뷰트와 홈스테이크 통로를 거쳐 시애틀을 연결하는 여객 운송이 시작되었다. 노스 코스트 리미티드로 불린 이 열차는 1970년 회사가 벌링턴 노던으로 통합된 이후에도 계속 운행되다가 1971년 4월 30일 종료되었다.
노던 퍼시픽의 두번째 여객 열차는 "알라스칸"으로 불리다가 1952년 "메인스트리터"로 이름을 바꾸었다. 메인스트리터는 몬태나주 헬레나와 물란 통로를 거쳤다. 이 노선 역시 합병 이후 일부 노선을 줄여 운행되었다.
노던 퍼시픽이 운영한 "코스트 풀 트레인"은 오리건주 포틀랜드와 워싱턴주 시애틀을 잇는 노선으로 그레이트 노던 레일웨이와 유이언 퍼시픽 레일웨이 역시 같은 이름의 노선을 운영하였다.
1970년 합병 이후 많은 노선이 운행을 중단하였다.

### 군감자 노선

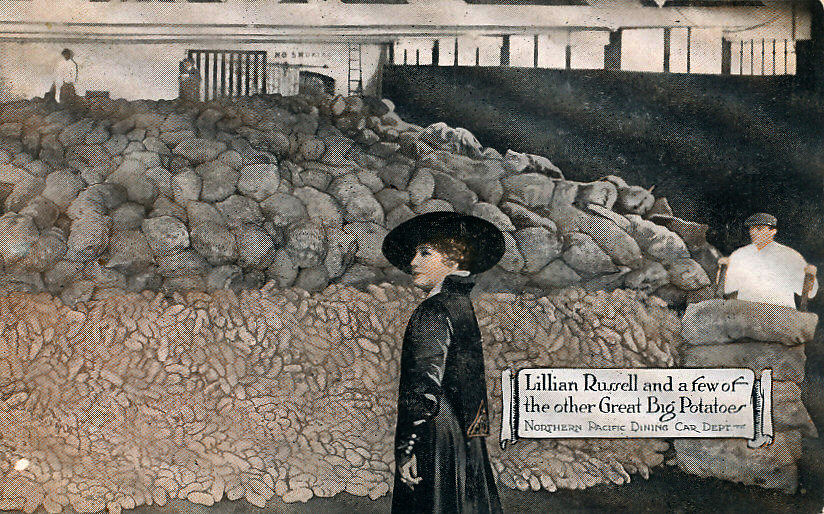
20세기 초 유명 여배우였던 라일리언 러셀의 이미지가 사용된 감자 광고

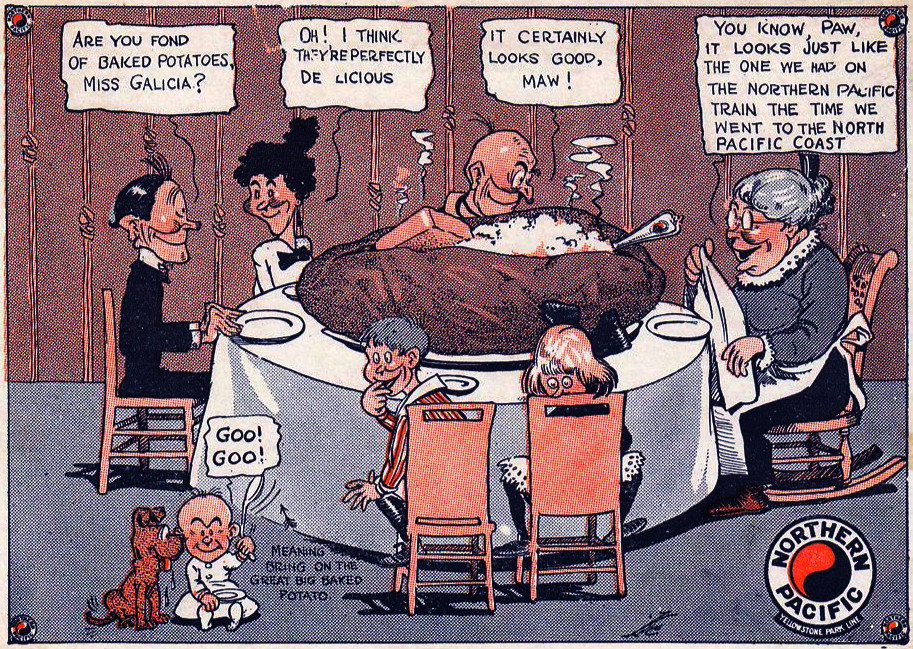
노던 퍼시픽의 군감자 메뉴를 홍보하는 만화

1908년 객실 음료 총괄이 된 헤이즌 티터스는 야키마강의 농부들이 재배하고 있는 감자가 크기가 너무 커서 팔리지 않자 돼지 사료로 쓰고 있는 것을 알게 되었다. 황갈색 껍질을 지닌 러싯 품종의 하나로 북아메리카에서 흔히 기르는 러싯 버뱅크인 이 감자는 하나가 2 파운드(0.9 kg)에서 5 파운드(2.3 kg)까지 나갔다. 소비자들은 작은 감자를 선호했는데 큰 감자는 껍질이 두껍고 거칠어서 다루기 불편했기 때문이다. 당연히 중계상 역시 큰감자를 받으려 들지 않았다.
티터스와 직원들은 이 크고 "못먹는" 감자를 오븐에서 천천히 구워내면 맛이 매우 좋다는 것을 알아내었다. 티터스는 개당 2파운드가 넘는 큰 감자를 매우 싼 값에 사들였고 노스 코스트 리미티드의 저녁 메뉴로 군감자를 내놓았다. 회사는 이 메뉴를 열차의 특징으로 홍보하였다. "어마어마 하게 큰 군감자"는 이후 50년이 넘도록 노스 코스트 리미티드 열차의 슬로건이었다. 노던 퍼시픽은 군감자를 홍보하기 위해 라일리언 러셀과 같은 할리우드 스타를 동원하였다. 1914년 노던 퍼시픽의 시애틀 지부 사옥이 지어지자 철도 잡지 레일웨이 에이지는 이 사옥이 "길이 40 피트 폭 18 피트의 큰 감자"로 보인다고 소개하면서 이 "감자"는 전기로 깜박이는 눈이 달렸다는 농담을 덧붙였다.
오늘날 러싯 품종의 큰 감자는 주로 감자칩 생산에 쓰인다.

## 대표
- 조시아 펄먼, 1864년 – 1866년
- 존 그레고리 스미스, 1866년 – 1872년
- 조지 워싱턴 카스, 1872년 – 1875년
- 찰스 바스토 라이트, 1875년 – 1879년
- 프레드릭 빌링스, 1879년 – 1881년
- 헨리 빌라드, 1881년 – 1884년
- 로버트 헤리스, 1884년 – 1888년
- 토머스 플렛처 오커스, 1888년 – 1893년
- 브레이턴 아이브스, 1893년 –1 896년
- 에드워드 딘 애덤스, 1896년
- 에드윈 윈터, 1896년
- 찰스 생어 멜런, 1897년 – 1903년
- 하워드 엘리엇, 1903년 – 1913년
- 줄 머럿 해너포드, 1913년 – 1920년
- 찰스 도널리, 1920년 – 1939년
- 찰스 유진 데니, 1939년 – 1950년
- 로버트 스텟슨 맥프리언, 1951년 – 1966년
- 루이스 W. 멘크, 1966년 – 1970년

## 기관차
19세기를 넘어 1940년대까지도 철도의 기관차는 증기 기관차였다. 노던 퍼시픽 역시 4-6-0이나 2-8-2와 같은 여러 형태의 증기기관을 운영하고 있었다. 1920년대에 만들어진 벌드윈 로코모티브 웍스의 2-8-2 시리즈 중 일부는 "미카도"(일본어: 御門, 황제)라는 이름으로 일본에 인도되어 국철 9700형 증기 기관차로 쓰였는데 조선에서도 활용되어 이후 미카형 증기 기관차로 불리게 되었다. 미카도 기관차는 노던 퍼시픽에서도 사용되었다.
1940년대 알코의 알코 HH 시리즈를 시작으로 디젤 기관차가 도입되었다. 이후 1970년 노던 퍼시픽이 벌링턴 노던 레일로드로 병합될 때까지 디젤 기관차가 운행되었다.

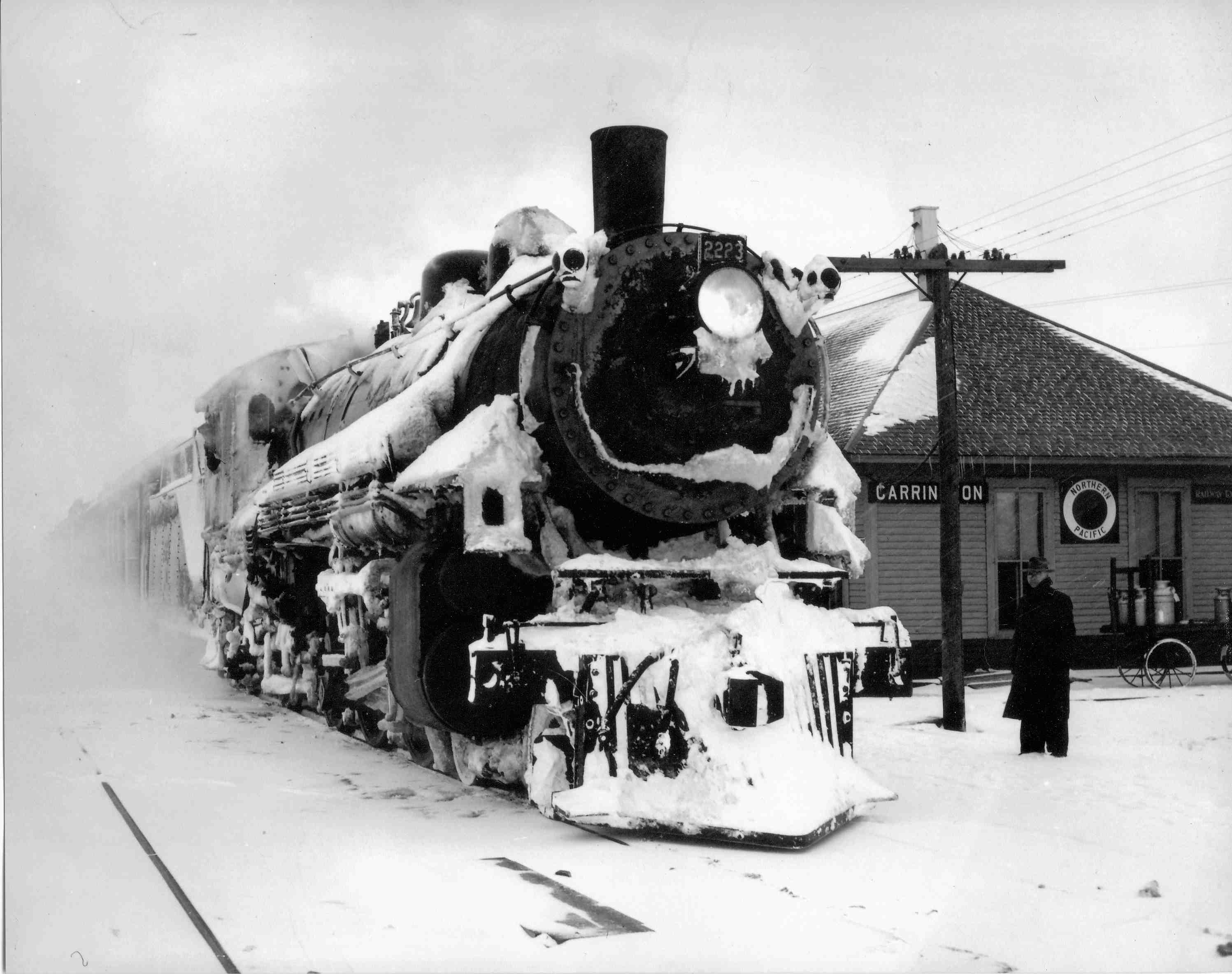
1948년 노스다코다 캐링턴에 정차한 증기 기관차
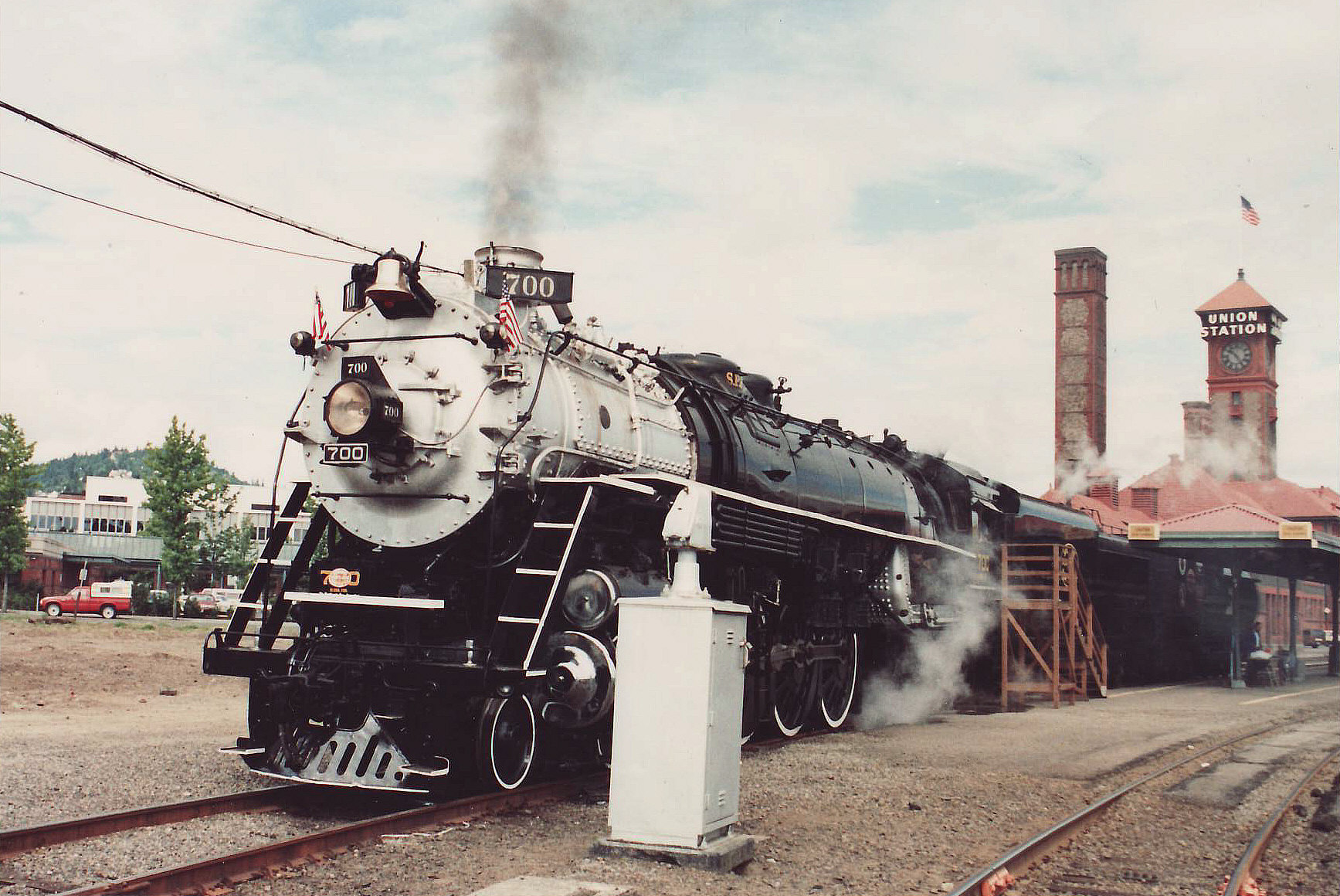
노던 퍼시픽의 700 증기 기관차
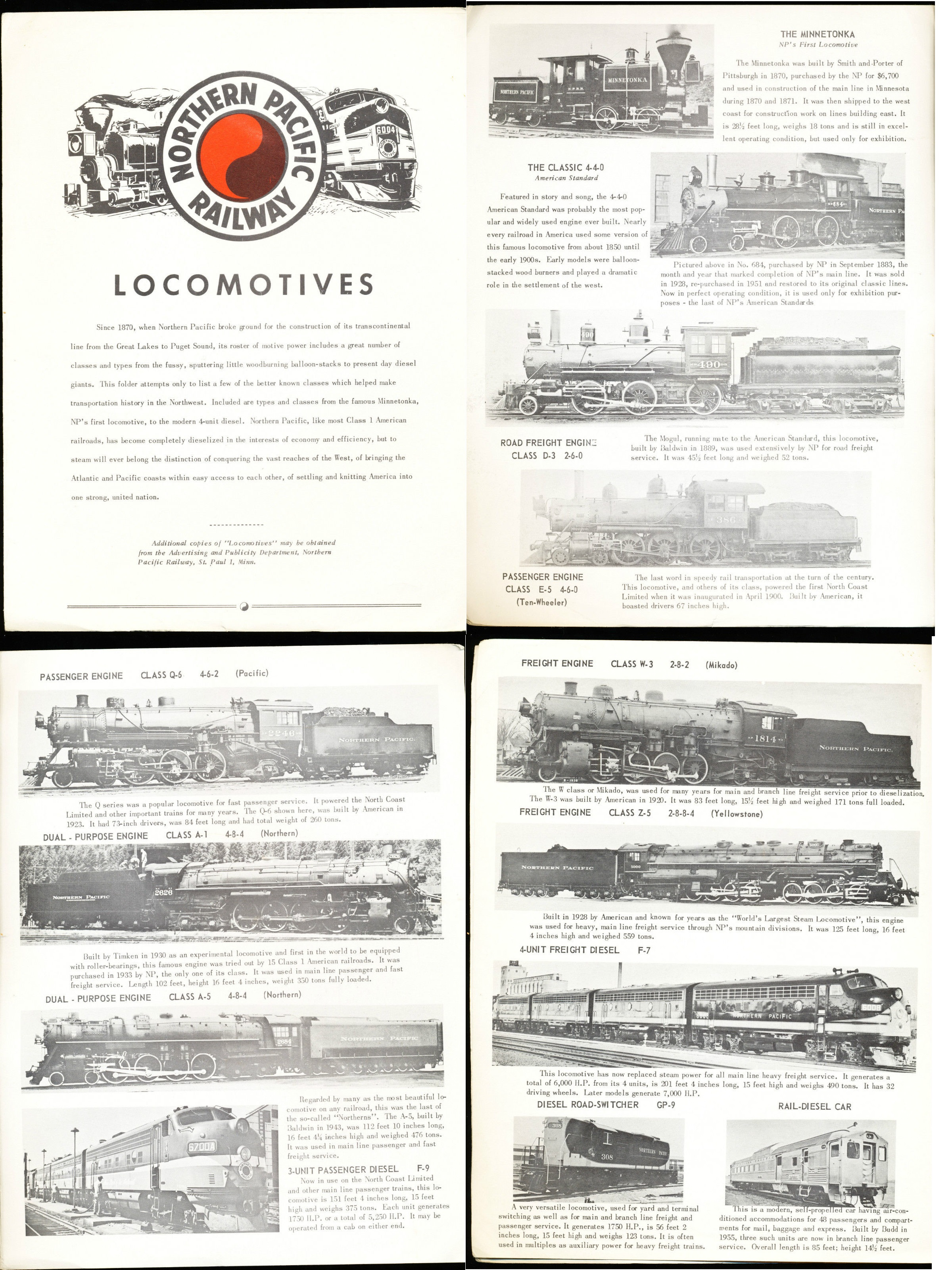
노던 퍼시픽의 기관차 소개 문서
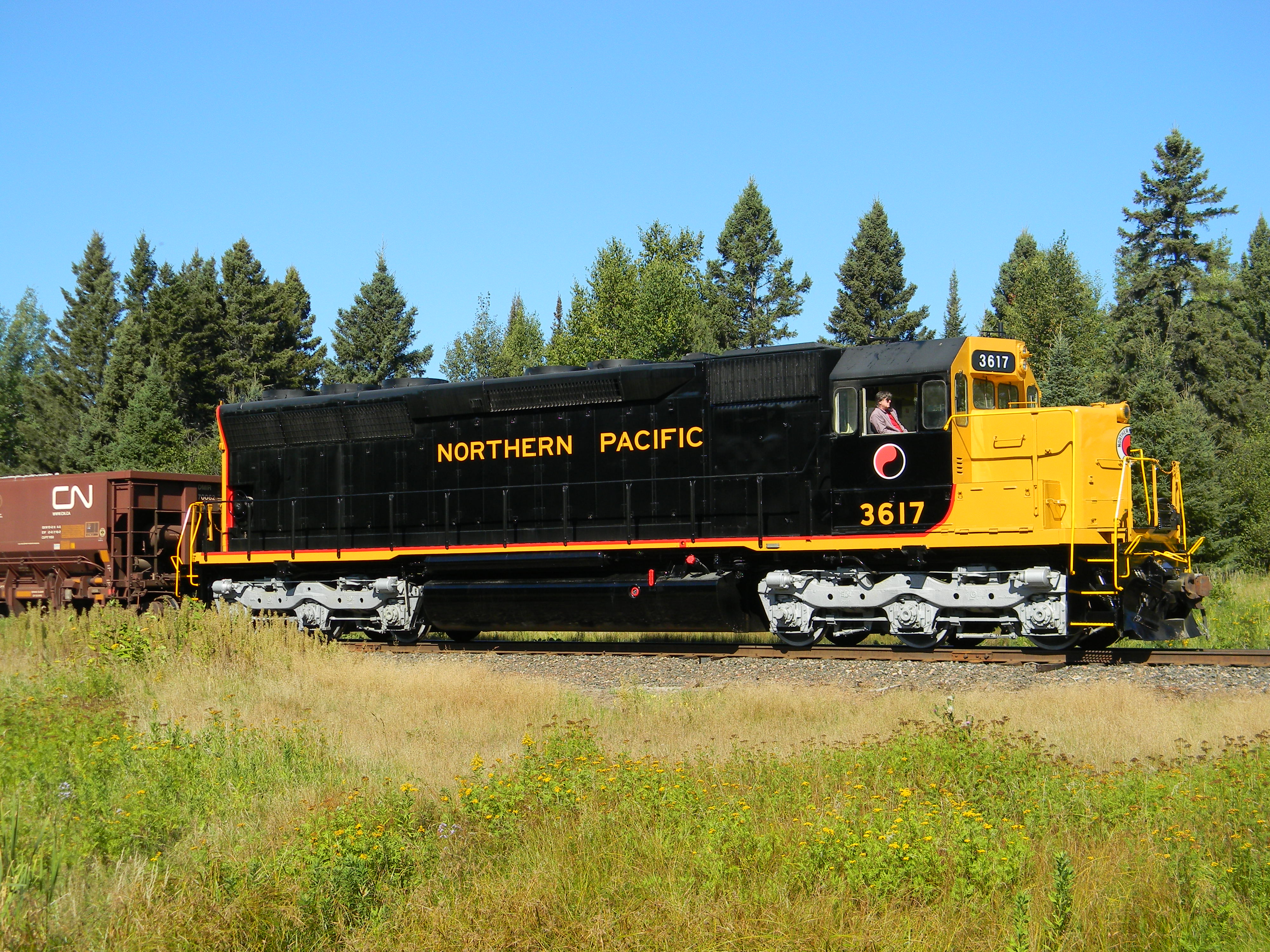
노던 퍼시픽 3617 디젤 기관차

## 참고 문헌
- Antonio Areddu, Vita e morte del marchese di Mores Antoine Manca (1858-1896), Cagliari, Condaghes, 2018
- Antonio Areddu. Il marchesato di Mores. Le origini, il duca dell´Asinara, le lotte antifeudali, l´abolizione del feudo e le vicende del marquis de Morès, Cagliari, Condaghes, 2011.
- Armbruster, Kurt E. (1999). 《Orphan Road: The Railroad Comes to Seattle, 1853–1911》. Pullman: Washington State University Press.
- Asay, Jeff (1991). 《Union Pacific Northwest; The Oregon-Washington Railroad and Navigation Company》. Edmonds: Pacific Fast Mail.
- Bryant, Keith L. Jr., 편집. (1990). 《Encyclopedia of American Business History and Biography, Railroads in the Twentieth Century》. New York: Facts on File.
- Budd, Ralph; Elliott, Howard (1927). 《Great Northern and Northern Pacific Review of Operations from 1916 to 1923》. New York: Wood, Struthers and Company.
- Campbell, Edward G. (1938). 《Reorganization of the American Railroad System, 1893–1900》. New York: Columbia University Press.
- de Borchgrave, Alexandra Villard; Cullen, John (2001). 《Villard: The Life and Times of an American Titan》.
- Donnelly, Charles (1924). 《Facts About the Northern Pacific Land Grant》. Saint Paul: Northern Pacific Railway.
- Fredrickson, James Merlin (2000). 《Railroad Shutterbug; Jim Fredrickson's Northern Pacific》. Pullman [Wash.]: Washington State University Press.
- Fredrickson, James Merlin (1995). 《Washington State History Train》. Tacoma: Washington State Historical Society.
- Frey, Robert L., 편집. (1988). 《Encyclopedia of American Business History and Biography, Railroads in the Nineteenth Century》. New York: Facts on File.
- Hedges, James Blaine (1930). 《Henry Villard and the Railways of the Northwest》. New Haven: Yale University Press.
- Hidy, Ralph W.;  외. (1988). 《The Great Northern Railway, A History》. Boston: Harvard Business School Press.
- Lewty, Peter J. (1995). 《Across the Columbia Plain; Railroad Expansion in the Interior Northwest, 1885–1893》. Pullman: Washington State University Press.
- Lewty, Peter J. (1987). 《To the Columbia Gateway; The Oregon Railway and the Northern Pacific, 1879–1884》. Pullman: Washington State University Press.
- Macfarlane, Robert Stetson (1954). 《Henry Villard and the Northern Pacific》. New York: Newcomen Society in North America.
- Martin, Albro (1976). 《James J. Hill and the Opening of the Northwest》. New York: Oxford University Press.
- Mercer, Lloyd J. (1982). 《Railroads and Land Grant Policy: A Study in Government Intervention》. Beard Books. 198–200쪽. ISBN 9781587981548 – Google Books 경유., for statistics on land sales
- Nolan, Edward W. (1983). 《Northern Pacific views: The railroad photography of F. Jay Haynes, 1876–1905》. Helena, MT: Montana Historical Society Press. ISBN 978-0-917298-11-0.
- Oberholtzer, Ellis P. (1968). 《Jay Cooke》. New York: Augustus M. Kelley.
- Schrenk, Lorenz P.; Frey, Robert L. (2010). 《Northern Pacific Pioneer Steam Era》. St. Paul [Minn.]: Monad Publications.
- Schrenk, Lorenz P.; Frey, Robert L. (1997). 《Northern Pacific Classic Steam Era》. Mukilteo [Wash.]: Hundman Publishing.
- Schrenk, Lorenz P.; Frey, Robert L. (1985). 《Northern Pacific Railway Supersteam Era 1925–1945》. San Marino: Golden West Books.
- Schrenk, Lorenz P.; Frey, Robert L. (1988). 《Northern Pacific Railway Diesel Era 1945–1970》. San Marino: Golden West Books.
- Smalley, Eugene Virgil (1883). 《History of the Northern Pacific Railroad》. Putnam  – Internet Archive 경유., full text online of early history.
- Villard, Henry (1904). 《Memoirs of Henry Villard》. New York: Houghton Mifflin.
- Wheeler, Olin D. (1901). 《The History of a Trade-Mark》. St. Paul: Northern Pacific Railway  – Archive.org 경유.
- White, Richard (2011). 《Railroaded: The Transcontinentals and the Making of Modern America》. W. W. Norton & Company. ISBN 978-0-393-06126-0.
- Winks, Robin W. (1991). 《Frederick Billings: A Life》. New York: Oxford University Press.

### 1차 자료
- Campbell, Marius Robinson. Guidebook of the Western United States, Part A: The Northern Pacific Route, with a side trip to Yellowstone Park. Washington (D.C.): Government Printing Office, 1915.
- Cleland, Alexander M. (1913). 《Land of Geysers, Yellowstone National Park》. St. Paul [Minn.]: General Passenger Department, Northern Pacific Railway.

- Northern Pacific Railway Company. (1899). 《The Official Northern Pacific Railway guide》. St. Paul, Minn.: W.C. Riley.
- Northern Pacific Railway Company. (1911). 《Lewiston-Clarkston and the Clearwater Country, Idaho—Washington》. General Passenger Department, Northern Pacific Railway.